# Outrage de Kalamazoo
Maillots
L'Outrage de Kalamazoo (en anglais : Kalamazoo Outrage) est un club américain de  soccer basé à Kalamazoo dans le Michigan. L'équipe joue ses matchs à domicile au Mayors Riverfront Stadium situé à Kalamazoo.

## Historique du club
Le club est fondé en 2007 et fait partie de la Premier Development League qui représente le quatrième niveau du championnat nord-américain. Le club fait ses débuts lors de la saison 2008 dans la division du Midwest de la conférence Centre de la Premier Development League. Il est au Fire Premier de Chicago, au Fever de Fort Wayne, aux Invaders de l'Indiana et au West Michigan Edge.
Le Kalamazoo Outrage n'est pas affilié au club du Kingdom de Kalamazoo, qui a fait partie de la Premier Development League jusqu'en 2006, bien que Stu Riddle, l'entraîneur actuel de l'Outrage de Kalamazoo, a aussi dirigé le Kalamazoo Kingdom.
L'équipe masculine comme l'équipe féminine sont dissoutes à l'issue de la saison 2010.

## Équipes féminines du club
Le club possédait aussi deux équipes féminines : l'une évoluant en W-League, le deuxième niveau de soccer féminin aux États-Unis et une équipe de jeunes filles évoluant en Super Y-League. 

## Partenariat avecSheffield Wednesday
Le 14 novembre 2007, le club annonce un partenariat avec un des plus anciens clubs anglais de football, le Sheffield Wednesday Football Club. Le club anglais a déjà compté dans son effectif quelques joueurs américains tels que l'international américain John Harkes dans les années 90 et actuellement Frank Simek titulaire avec les Owls depuis 2005.

## Joueurs
- Eric Alexander (2008-2009)